# Anti-Kohlekraft-Bewegung

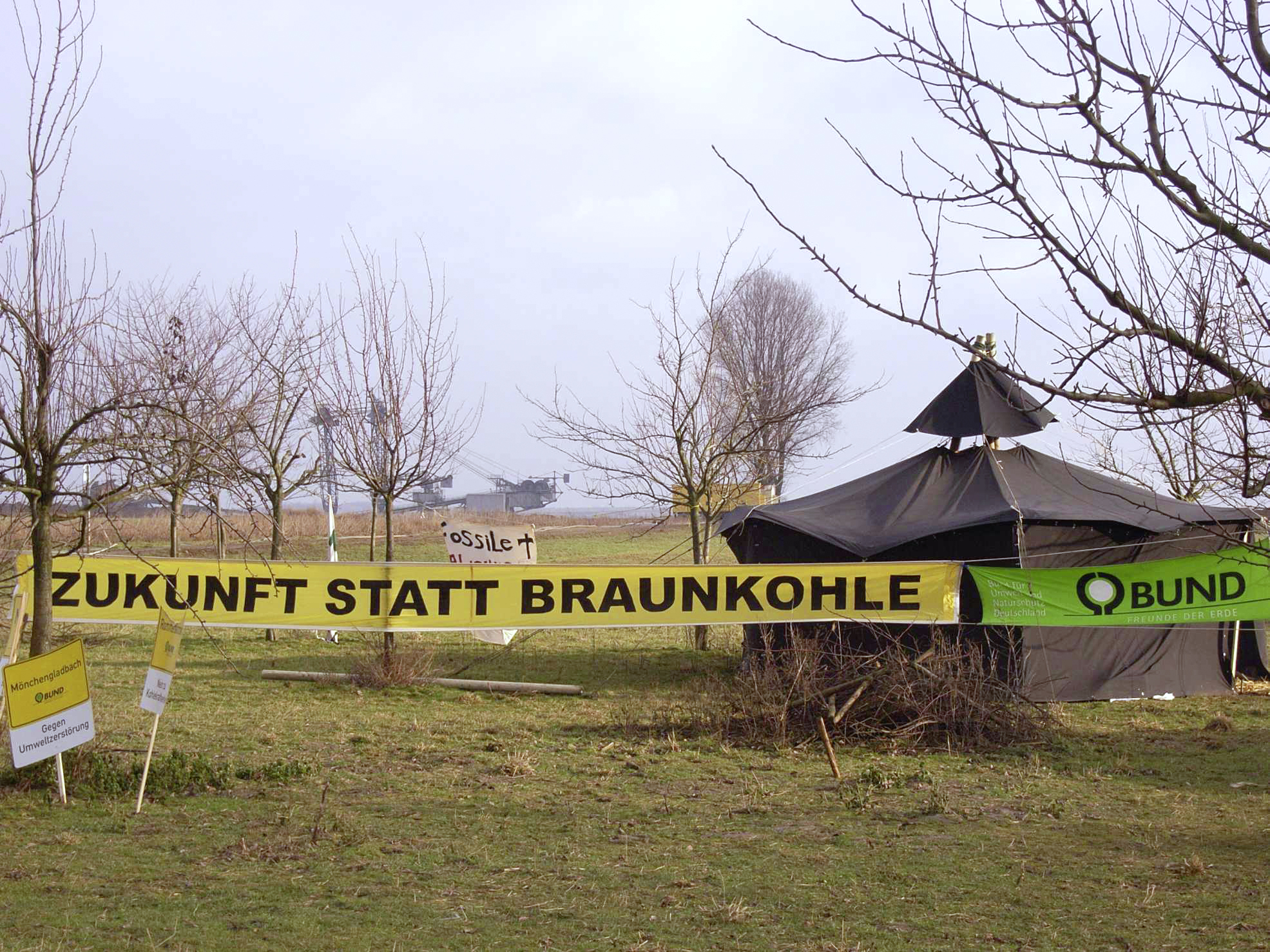
Protest gegen den Tagebau Garzweiler II im Jahr 2008. Im April 2015 demonstrierten dort 6.000 Menschen.

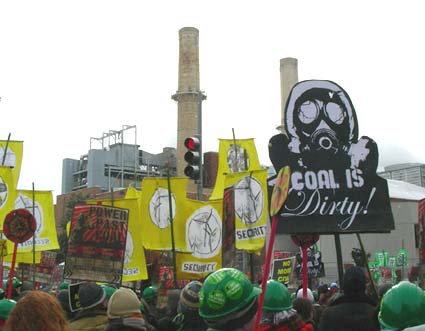
Proteste gegen die Kohlekraft in Washington (2009)

Die Anti-Kohlekraft-Bewegung, häufig nur kurz Anti-Kohle-Bewegung genannt, ist eine soziale Bewegung, die sich als Teil der Umweltbewegung für einen Kohleausstieg und die Etablierung erneuerbarer Energien einsetzt und gegen die Nutzung der Kohleverstromung wendet.
Die Anti-Kohlekraft-Bewegung richtet sich etwa mit Protesten, Unterschriftenaktionen oder Klagen gegen den Neubau von Kohlekraftwerken (z. B. Kraftwerk Ensdorf, Kraftwerk Datteln, Kohlekraftwerk Moorburg) oder gegen den Betrieb von Braunkohletagebauen. Insbesondere in Großbritannien und den USA fordert die Divestment-Bewegung Großanleger – wie Pensionskassen, Stiftungen, religiöse Einrichtungen oder Universitäten – auf, Kapital aus Finanzanlagen in Zusammenhang mit fossilen Brennstoffen im Allgemeinen und speziell im Zusammenhang mit der Kohlekraft abzuziehen.

## Aktionen
- Im August 2014 bildeten 7500 Demonstranten eine deutsch-polnische Menschenkette im Lausitzer Braunkohlerevier. Die grenzüberschreitende Menschenkette verband die beiden von Abbaggerung bedrohten Dörfer Atterwasch (Deutschland) und Grabice (Polen).[7]
- Im April 2015 demonstrierten rund 6000 Personen mit einer Menschenkette am Tagebau Garzweiler im Rheinischen Braunkohlerevier.[8]
- Im Mai 2016 legten 1.600 Demonstranten im Rahmen der Proteste Ende Gelände 2016 das Vattenfall-Kraftwerk Schwarze Pumpe lahm. Die Aktion war Teil der global koordinierten Aktion Break free 2016. Der Vorstandsvorsitzende von Vattenfall Europe Mining, Hartmuth Zeiß, kommentierte die Aktion mit den Worten: „Es ist eine absolut neue Qualität, dass durch gewaltsamen Druck ein Kraftwerk gezwungen werden soll, seine Produktion einzustellen und damit direkt in das deutsche Stromversorgungssystem einzugreifen“.[9]